# ひるキュン!
『ひるキュン!』は、TOKYO MXにて2016年10月3日から2019年3月29日まで放送されていた東京ローカルの情報バラエティ番組。半蔵門スタジオからの生放送。

## 概要
これまでMXでは、朝に『モーニングCROSS』、夕方に『5時に夢中!』、夜に『バラいろダンディ』と平日帯番組を放送している一方で、昼に関しては『ハーフタイム』が2013年に終了して以降しばらく設けられていなかった（ただし、『ハーフタイム』は月曜 - 木曜の放送であり、金曜は『週末めとろポリシャン♪』（現：『週末ハッピーライフ! お江戸に恋して』）を放送していた。）。2016年10月より、久々に平日昼間の帯番組として放送を開始した情報番組である。
東京都内の話題や情報を中心として、曜日ごとのコーナーで構成される。
2017年10月に5分短縮し、アシスタントに、かつて『5時に夢中！』のメインMCを務めた徳光正行を迎え大幅リニューアルした。
2019年3月29日をもって終了。本番組の終了をもって、平日昼の帯番組は再び廃止となり、一部の出演者とスタッフは、同年4月7日から開始の『日曜はカラフル!!』に異動した。

## 出演者
以下、番組終了時点

### MC
- 番組MC - 田中みな実（2016年10月 - ）
- アシスタント - 徳光正行（2017年10月 - ）

### 曜日別パートナー
木曜日はレギュラーパートナーが一名で、ゲスト枠が設けられている。
- 月曜パートナー - 原口あきまさ（2017年4月 - ）、いとうまい子（2017年10月 - ）
- 火曜パートナー - 生島ヒロシ（2016年10月 - ）、クリス松村（2017年10月 - ）
- 水曜パートナー - 木本武宏（TKO）（2016年10月 - ）、近藤サト（2017年10月 - ）
- 木曜パートナー - アンミカ（2016年10月 - 2017年9月までは木曜コメンテーター）
- 金曜パートナー - ゴリ（ガレッジセール）（2016年10月 - ）、有村昆（2016年10月 - 2018年4月までは金曜コメンテーター）

### お天気コーナー
放送時間内に投稿された御意見Twitterの読み上げも担当する。
- 月曜お天気 - 織部典成(2018年10月 - )
- 火曜お天気 - 橘田いずみ(2016年10月 - )[2]
- 水曜お天気 - 宇野結也(2018年10月 - )
- 木曜お天気 - 原奈津子（2016年10月 - )[3]
- 金曜お天気 - 横山統威（祭nine.）（2017年10月 - ）

### その他
- 瑛茉ジャスミン - モテキュン！キッチンのコーナー担当

### 歴代の出演者
アシスタント
- 堀江聖夏（2016年10月 - 2017年9月）

曜日別パートナー
- 月曜パートナー - 井上裕介 （NON STYLE）（2016年10月 - 12月）[4]
- 火曜パートナー - サンプラザ中野くん（2016年10月 - 2018年3月）
- 木曜パートナー - 蟹江一平（2016年10月 - 2018年3月）

コメンテーター
- 月曜コメンテーター - 池内ひろ美（2016年10月 - 2017年9月）、水無昭善（2016年11月 - 2017年9月）
- 火曜コメンテーター - 福永活也（2016年10月 - 2017年9月、2016年10月のみ水曜担当）
- 木曜コメンテーター - 大竹真一郎（2016年11月 - 2017年9月）

中継レポーター
- 月〜金レポーター - 烏龍パーク（2016年10月 - 2017年9月）
- 日替わりレポーター - 山根千佳（ - 2017年9月）
- 月曜レジェンドレポーター - ルー大柴（2017年10月 - 2018年9月）[5]
- 火曜レジェンドレポーター - 大木凡人（2017年10月 - 2018年9月）
- 水曜レジェンドレポーター - せんだみつお（2017年10月 - 2018年9月）
- 木曜レジェンドレポーター - ビートきよし（2017年10月 - 2018年9月）
- 金曜レジェンドレポーター - 夏木ゆたか（2017年10月 - 2018年9月）[6]

お天気コーナー
- 月曜お天気 - 大森日雅（2017年10月 - 2018年9月）
- 水曜お天気 - 小見川千明（2017年10月 - 2018年9月）

## 番組コーナー

### 曜日別企画
- 月 - お怒りマダムコロシアム - イライラ爆発寸前のマダムが『イライラストーリー』『イライラ飯』を披露
- 月 - 歯なしのはなし - 街頭の歯の抜けたに人生秘話語をインタビュー
- 月（月一回） - ペットーーク - ペット好きのゲストを招いてペットとの日常を語る
- 火 - クイズ！昭和列伝 - 現代に残したい昭和イズムをクイズ形式で紹介
- 火 - 東京の匠 - 東京で受け継がれる技術を持つ『匠』を紹介
- 火(隔週) - 裏Tokyo Walker - Tokyo Walkerとのコラボ企画。東京の新しい楽しみ方を紹介
- 水 - 東京なぜなにアンサー - 視聴者から寄せられた東京に関する素朴な疑問を徹底調査
- 水(不定期) - ひるキュンショッピング
- 木 - ひるキュン！お節介リサーチ - ゲストの今欲しい物を勝手にリサーチしてプレゼン
- 木 - ゲストのグルメチック人生 - 食の履歴書を通してゲストの人生を掘り下げる
- 金 - ひるキュン！シネマの会 - 新作・名作映画の魅力を語りつくす
- 金 - もしもの時のゴリゴリハック - 非常時に役に立つライフハックを紹介
- 金 - モテキュン！キッチン - 雑誌『ViVi』とのタイアップ企画。テーマに合ったオリジナルレシピを紹介

### その他
- 月～木 - 東京ホンネ調査室 - 都民の『本音』を独自調査。街頭インタビューも実施
- 金 - 女のホンネ調査室 - 男性目線で考えた女性のわかりにくい本音を調査
- 月 - スイーツ男子織部のレコメンドスイーツ - 織部典成がお天気コーナーでお勧めスイーツを紹介
- 月（月一回） - #ipetキュンフォト - 視聴者投稿のワンちゃん・猫ちゃんの写真から優秀作品を表彰
- 水 - 今週のコレ言わせて - レギュラーメンバーが持ち回りで気になったことを語る
- 水 - 宇野結也のキュンとするメッセージ - 視聴者から応募されたキュンとするセリフをカメラ目線で言う
- みっちりねこ（不定期） - 『5時に夢中!』放送後の5分間番組枠から移動
- ひるキュン！天気予報

### 過去のコーナー
- 月～金 - 中継コーナー - 都内の商店街等を生中継
- 月～金 - 人生のベテラン調査室 - 気になる話題をテーマに生投票。昭和世代への街頭インタビューも実施
- 月・火 - ママコミ1・2・3
- 月 - 婚活バンザイ - シニア世代の婚活をサポート
- 月 - 中高年電脳生活 - シニア世代のスマホ使い方をサポート
- 月 - Dr.原口のブレイク芸人クリニック - 売れていない芸人がブレイクする方法を考える
- 月 - 原口団長の東京ブレイク応援団 - 東京都出身の「新人さん」を勝手に応援
- 火 - こんなのいらない委員会 - 世の中の無用な常識を断捨離する
- 火 - クリス松村の最強列伝 - 1970年代～80年代カルチャーの掘り起こし企画
- 火 - 橘田いずみの最強列伝 - 「これこそ最強！」という人や物を熱く語るコーナー
- 火 - 残したい昭和列伝 - 現代に残したい昭和イズムを紹介
- 火・木 - よりベストアンサー - 悩み相談のよりベストなアンサーを模索
- 水 - ゲストな水曜日
- 水 - オトナ遊び見つけましょ - リタイア世代の余暇の楽しみ方を紹介
- 水 - 東京DEEPアンバサダー - 東京のオススメスポットをディープに紹介
- 木 - 特別診療!ドクターMX
- 木 - 厳選！お一人様食堂 - お一人様の食事処を探訪
- 木 - アンミカ流 幸せの流儀/知恵袋 - すぐに実践できる幸せの極意を紹介
- 金 - エンタメ・フライデー
- 金 - エンタメ プレゼンBATTLE - ゲストの心にキュンと刺さるエンタメをプレゼン
- 金 - あなたのことが知りたくて - ゲストの人生を変えた映画を深掘り
- 街で聞いたキュン・イラッストーリー

## オープニングテーマ曲
- 小田和正 『キラキラ』[7]

## スタッフ
- プロデューサー - 岩井徹央[8][9]